# シンククエスト
シンククエスト(ThinkQuest)とは、教育に役立つWEB教材の開発コンテストである。1995年、米国で始まった。米国オラクル教育財団が支援している。
国内コンテストと国際コンテストがあり、国際コンテストは英語による作品が対象となる。
応募作品のうち質の高いものは　ThinkQuestライブラリで提供されている。

## 国際コンテスト
- 対象：小学生（9-12歳）、中学生・高校生
- 使用言語：英語

## ThinkQuest JAPAN
ThinkQuest JAPAN（シンククエスト・ジャパン）は、日本におけるThinkQuestコンテストであり、特定非営利活動法人 学校インターネット教育推進協会 (JAPIAS) が主催、財団法人インターネット協会 (IAjapan) が共催している。
第1回は1998年。「ThinkQuest Japan 2005」は第8回目の「全日本Web教材開発コンテスト」にあたる。
1998年から2002年までは「中学生・高校生の部」と「大学生・社会人の部」があったが、2003年以降は「中学生の部・高校生の部」のみの募集となっている。
2005年の場合は以下の通り：　
- 募集区分：中学生の部・高校生の部
- 参加申込:2005年 9月21日 - 2005年11月14日
- 作品提出締切：2006年 2月13日

中学生の部、高校生の部ともに、それぞれ数3-6人でチームを組んで作品を制作し応募するシステムになっている。応募資格は12歳 - 17歳の中学・高校生。18歳以上の「コーチ」が1、2人ついてアドバイスや情報提供を行うが、作品制作を直接行うことは無い。

また、中高それぞれに既定部門と自由部門が設けられており、既定部門では(X)HTMLとCSS、静止画のみで、動画やFLASH、アニメGIF、JavaScriptをコンテンツに含めてはならない。自由部門において、第12回からサーバーサイドの技術（SSI、Java、Perl、PHP、CGI、FrontPage拡張機能）の使用が禁止された。